# Ostravsko-frýdlantská dráha
, 

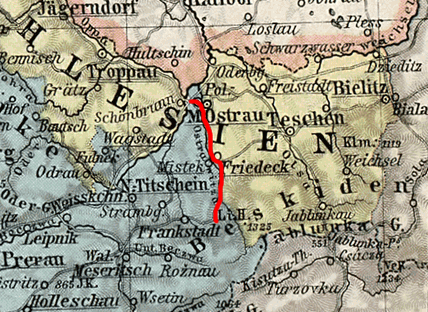
Síť tratí OFE, místní dráha není zakreslena

Ostravsko-frýdlantská dráha (německy k.k. priv. Ostrau-Friedlander Eisenbahn, zkratka OFE) byla privátní společnost, která nechala postavit železniční trať mezi stanicemi Ostrava střed a Frýdlant nad Ostravicí. Dalším projektem OFE byla místní dráha z Kunčic do Českého Těšína s napojením na Košicko-bohumínskou dráhu. Dopravu na svých tratích ale od počátku nechávala smluvně zajišťovat od jiných železničních společností.

## Železniční trať Ostrava – Frýdlant nad Ostravicí
Pro trať mezi Ostravou a Frýdlantem nad Ostravicí získala OFE koncesi v roce 1869. Stavbu realizovala firma bratří Kleinů, která ji do roku 1870 postavila.  Dne 1. ledna 1871 byla zahájena doprava. Tu zajišťovala Severní dráha císaře Ferdinanda (KFNB), která měla koncesi na provozování trati mezi Přerovem, Bohumínem a dnešním Polskem platnou do roku 1886. Koncese KFNB byla prodloužena s podmínkou, že vybuduje paralelní trať ke své Severní dráze císaře Ferdinanda.Tím nabyla Ostravsko-frýdlantská dráha na významu, protože KFNB počítala s tím, že by paralelní trať napojila ve Frýdlantu. K dohodě o společném užívání části trati (Frýdlant - Frýdek v délce 10,1 km) došlo až poté, co KFNB získala značný vliv na OFE koupí významného množství akcií OFE.
Pro svůj projekt mezitím KFNB odkoupila trať od Společnosti Kroměřížské dráhy a další lokálku patřící Rakouské společnosti místních drah. 
Dne 5. srpna 1880 se vylily z koryt řeky Ostravice a Lučina. Čekárna a kanceláře stanice Ostrava-Vítkovice byly zatopeny. Voda strhla pilíř mostu přes Ostravici v Hrušově, mostovka ležela ve vodě.

## Železniční trať Ostrava-Kunčice – Český Těšín
Vyjednávání o dohodě s KFNB o společném využívání úseku trati (Frýdlant - Frýdek) se protahovala kvůli obavám OFE ze ztráty zisků na dalším projektu OFE: Místní dráhy Ostrava-Kunčice – Český Těšín. Ta byla koncesována roku 1909. Proti udělení koncese podala stížnost společnost KFNB, protože měla zato, že se jedná o konkurenci pro její Báňskou dráhu. Stížnost ke správnímu soudu proti udělení koncese podala i Košicko-bohumínská dráha. Úseky místní dráhy byly otevírány v letech 1911-1914. Po 1. světové válce se část místní dráhy ocitla za hranicemi a byla proto polskou stranou odkoupena a na české straně postavena v nové trase.
Po zestátnění KFNB v roce 1906 převzaly provoz Císařsko-královské státní dráhy, jež vystřídaly v roce 1918 Československé státní dráhy.
Roku 1927 bylo sídlo společnosti přeneseno z Vídně do Ostravy a později se začalo jednat o jejím zestátnění. Zestátnění nebylo obtížné i kvůli tomu, že většinu z více než 7000 akcií vlastnil stát a část společnost sama, jen 157 akcí bylo v majetku třetích osob. Na tratě společnosti byly napojeny uhelné doly, a tratě se jevily jako perspektivní. Stát tedy odkoupil zbývající akcie a převzal i dřívější závazky v podobě ne zcela splacených částek z prioritních půjček z let 1870 a 1916. K zestátnění došlo k roku 1936.